# Inezior (fåglar)
Inezior (Inezia) är ett litet släkte i familjen tyranner inom ordningen tättingar. Släktet omfattar fyra arter med utbredning i Sydamerika från nordöstra Colombia till nordvästra Argentina:
- Smalnäbbad inezia (Inezia tenuirostris)
- Enfärgad inezia (Inezia inornata)
- Amazoninezia (Inezia subflava)
- Ljusspetsad inezia (Inezia caudata)